# واسیلکینو
واسیلکینو (انگلیسی: Vasilkino) یک شهرک در شهرستان بیژبولیاکسکی باشقیرستان کشور روسیه است.